# اور درایو (فیلم ۲۰۱۸)
اور درایو (به انگلیسی: Over Drive) یک فیلم درام ورزشی ژاپنی محصول سال ۲۰۱۸ به نویسندگی سایاکا کووامورا و کارگردانی ایچیرو هاسومی است. ماساهیرو هیگاشیده، مکنیو آراتا، آئوی موریکاوا، تاکومی کیتامورا، کیتا ماچیدا، جون کانامه و کوتارو یوشیدا از بازیگران فیلم هستند. اور درایو در ژوئن ۲۰۱۸، توسط توهو در کشور ژاپن به نمایش درآمد.